# Jorge Pepe
Jorge A. Pepe (1939-2006) fue un artista plástico. Nació en Buenos Aires, Argentina el 29 de septiembre de 1939. Estudió Bellas Artes en la escuela Nacional de Bellas artes Manuel Belgrano, Escuela Nacional de Bellas Artes Prilidiano Pueyrredón y en la Escuela Superior de Bellas Artes de la Nación Ernesto de la Cárcova. En sus casi 40 años de trayectoria artística, produjo una extensa obra plástica centrada, fundamentalmente, en la expresión a través del óleo y el dibujo. Sus trabajos pueden verse en multitud de salones y colecciones privadas de la Argentina y de otros países europeos y americanos. Asimismo, fundó y participó activamente en “Grupo del Bajo”, “Grupo Tendencias” y “Grupo 95” Cabe señalar, además, la importante labor educativa y social que Jorge Pepe ha ejercido en su localidad natal, Villa Ballester y en San Martín.

## Coordinación cultural
- 1988
  - Coordinó Murales en la Esc. N* 39 de San Martín.

- 1989
  - Coordinador del Centenario de Villa Ballester.
  - Coordinador de la I Bienal de Pintura en Villa Ballester.

- 1990
  - Coordinador del Complejo Deportivo “La Calle”, en Villa Ballester
  - Coordinador de la I Bienal  de Dibujo y Grabado de Villa Ballester
  - Coordinador de la Municipalidad de Gral. San Martín en el E.S.M.I.C.

- 1991
  - Coordinador de: la II Bienal de Pintura en Villa Ballester
  - Coordinador de un equipo de muralistas en San Martín.

- 1996
  - Curador de la I Mega muestra 200 art. Plásticos Argentinos en la antigua casa de la moneda Cap. Fed.

- 1997
  - Curador de la I Muestra en la Biblioteca “Roberto Clemente” de J. L. Suárez (San Martín)Bs. As.

- 1998
  - Curador de Muestras en E.G.D. (Equipo de Gestión Democrática).

- 1999
  - Dictó Conferencias en AEOL, Esc. Lacaniana de Psicoanálisis sobre: Trabajos realizados con niños de Barrios carenciados con  Talleres de dibujo y pintura, visitas a distintos museos, creación de una biblioteca.

- 2000
  - Jornadas Gestión y Política cultural organizadas por dirección  de asistencias, Promociones y extensión cultural de la Provincia de  Buenos Aires y dirección de cultura de la municipalidad de Tres de  Febrero – Bs. As.-

- 2001
  - Curador de la Muestra CXI Aniversario de Villa Ballester organizada por la Fundación “El Pueblo de la Tradición”.
  - Curador de Muestras en la Fundación “El Pueblo de la Tradición” San Martín –Provincia de Bs. As.- para la que siguiendo el encargo de la Dirección de Cultura de Gral. San Martín realizó más de 70 murales en el Partido.
  - Jurado en Salones Nacionales, Provinciales y Municipales.
  - Integra C.D Pintores Argentinos para el Mercosur de la O.E.A.

## Exposiciones Individuales
- 1974: Galería Coopigra –Capital Federal-.

- 1974: Casa Provincia del Chaco –Capital Federal-.

- 1976: Galería Lirolay –Capital Federal-.

- 1977: Galería B.C.Mar –Adrogué-.

- 1980: Galería Lirolay –Capital Federal-.

- 1982: Galería “ El Conquistador Hotel” –Capital Federal-.

- 1986: Canal 13 T.V. Programa Badía y Cia.

- 1988: Galería Fundación Banco Caseros –Capital Federal-

- 1988: Galería “El Cubil” –Palomar Bs.As.-

- 1989: En Escenografías de las Obras “Gris de Ausencia” y “El Oso”, en la Municipalidad de Gral. San Martín.

- 1990: Galería “Fundación Banco Caseros” –Caseros-

- 1991: 60º Aniversario de la Banda Juvenil-Palacio Municipal de Gral. San Martín.

- 1991: Gemellaggio –Visita Comercial de Italia-Concejo Deliberante de Gral. San Martín-.

- 1992: “Paddle Delirium” –San Martín-.

- 1993: Banco Credicoop–San Martín-.

- 1995: Centro Cultural Ernesto Sabato –Santos Lugares-.

- 1997: Galería Ignacio –Santos Lugares-.

- 1998: Galería del E.G.D. ( Equipo de Gestión Democrática) –San Martín-.

- 1998: Biblioteca “Roberto Clemente” –J. L. Suárez-.

- 1998: Muestra en Salón Música en San Martín-.

- 2000: Galería del E.G.D. –San Martín-.

- 2000: Congreso de la Nación Argentina - Homenaje a Piazzolla.-.

- 2001: Edificio Municipal de Caseros –Pdo. de Tres de febrero –Bs.As.-.

- 2001: Fundación “El Pueblo de la Tradición” –San Martín-.

- 2002: Muestra en Salón Música en San Martín-.

- 2002: Muestra en Asociación Cultural Pestalozzi-.

- 2002: Municipalidad de 3 de febrero – Pinturas-

- 2002: Universidad Tecnológica Nacional – Sede Cap. Fed. – Pinturas.

- 2002: Colegio de Abogados de Gral. San Martín - Dibujos.

## Exposiciones colectivas
- 1971: Esc. Dr. Guillermo Rawson –Cap. Fed.-.

- 1972: Cooperativa Piñeyro –Avellaneda-.

- 1972: Galería Coopigra –Cap. Fed.-.

- 1973: Teatro Embassy –Cap.Fed.-.

- 1975: Ateneo.popular de la Boca.

- 1979: Galería S.E.A. “Grupo del Bajo” –Cap. Fed.-

- 1979: Estímulo de Bellas Artes.

- 1984: Galería “ Un lugar para el Arte” –Banfield-.

- 1984: Casa de la Provincia de Bs.As.-Capital Federal-.

- 1986: Colegio Alemán –Palomar (Bs.As.).

- 1987: Centro Cultural 3 de Febrero (Bs.As.).

- 1988: Ganadores I premio Salón Otoño, Municipal Gral. San Martín.

- 1989: Esc. Nº 39 –Villa Maipú-San Martín.

- 1989: ESMIC 89´ -Gral. San Martín (Bs.As.).

- 1989: Banco Río –Centenarío de V. Ballester (Bs. As.)-

- 1989: Complejo Deportivo “La Calle” de V. Ballester (Bs. As.).

- 1990: Banco Galicia –Suc. V. Ballester (Bs. As.).

- 1990: Caja de Ahorro –San Martín-(Bs.As.).

- 1990: Caja de Ahorro –Vicente López- (Bs.As.).

- 1990: “Grupo Tendencias” –Centro universitario – Villa Ballester- (Bs. As.).

- 1990: Encuentro de Maestros en Esc. Normal Nº 1 de San Martín (Bs. As.).

- 1991: Encuentro de Art. Plásticos Bonaerenses en “ La Calle”, Villa Ballester (Bs.As).

- 1991: Casa de la Cultura 3 de febrero.

- 1991: CXV Aniversario de Estímulo de Bellas Artes Cap. Fed.

- 1992: “ Grupo Tendencias”, Centro Universitario de Villa Ballester (Bs. As.).

- 1992: Casa de la Cultura de Tres de Febrero (Bs. As.).

- 1992: “ARBOS” –sala de Actualidad en el Arte Cap. Fed.

- 1993: Inauguración del complejo Cultural de la Municipalidad de Gral. San Martín (Bs. As.).

- 1995: Paseo de las Artes, Fundación Bco. Caseros (Bs.As.).

- 1996: Centro Cultural Ernesto Sabato –Santos Lugares-.

- 1996: Facultad de Cs. Económicas de la Universidad de Buenos Aires.

- 1996: Exposición Colectiva en Río de Janeiro, Brasil. Auspiciado por el Consulado Argentino y revista macenas.

- 1996: Biblioteca Popular B. Rivadavia de Villa Ballester (Bs.As.).

- 1996: Galería Margot Touson, Cap. Fed.

- 1996: 120º Aniversario Asoc. Est. De Bellas Artes Cap. Fed.

- 1996: Poemas Ilustrados en el centro Universitario de Villa Ballester (Bs. As.).

- 1996: Jurados de las Bienales en el Centro Universitario, Villa Ballester.

- 1996: Arte en el “Hotel Arenas” –Pinamar-.

- 1997: VI Bienal de La Habana –Subsede Municipio 10 de Octubre - Cuba-.

- 1997: Galería EDEA en la ex Casa de la Moneda –Cap. Fed.

- 1997: Artistas de San Martín en Brasil, Auspiciada por la Dirección de Cultura de la Municipalidad de Gral. San Martín.

- 1997: Artistas Plásticos de Gral. San Martín en el Centro Universitario de Villa Ballester. (Bs. As.).

- 1997: Biblioteca “Roberto Clemente” –San Martín- (Bs.As.).

- 1997: Artistas Plásticos en ESMIC –San Martín.

- 1998: Biblioteca “Bernardino Rivadavia” Villa Ballester (Bs.As.).

- 1998: Galería de Arte Colonial –Seminario “ Psicoanálisis y Arte” – Cap. Fed.

- 1999: Biblioteca “Bernardino Rivadavia”. Villa Ballester (Bs.As.).

- 1999: Club Hípico Alemán.

- 2000: Arte en Alcorta –Cap. Fed.

- 2000: Hotel “REVIENS” –Pinamar (Bs.As.).

- 2001: Hotel Posta Carretas –Villa Gesell (Provincia Bs.As.).

- 2001: Arte en Shopping Avellaneda.

- 2002: Municipalidad de 3 de febrero con alumnos de su taller.

- 2002: Artistas Plásticos de Gral. San Martín en la Biblioteca Popular Bernardino Rivadavia de Villa Ballester.

- 2002: Ganadores 1.er Premio Municipalidad de 3 de febrero – Pequeño Formato.

- 2002: Museo de Arte – Santa Rosa – La Pampa.

- 2002: Cultura de Gral. Pico – La Pampa.

- 2002: “Todo Papel en el Arte” – Manufacturera Papelera – Cap. Fed.

- 2002: Centro Nacional de la Música – “Concierto Arte 2002” – Auspiciado por Sec. De Cultura de la Nación – Cap. Fed.

- 2002: Exposición en Cuba “Homenaje a José Martí”.

- 2002: Esc. De Bellas Artes “Manuel Belgrano” – Exalumnos – Cap. Fed.

## Participa de los siguientes Salones
- 1972: Bolsa de Cereales.

- 1973: Alba.

- 1974: Fúlton.

- 1974: Otoño de San Fernando.

- 1975: Poemas Ilustrados –Ateneo pop La Boca-.

- 1975: Municipalidad de Vicente López.

- 1976: Bolsa de Cereales.

- 1978: Salón XIV Nacional de Grabado y Dibujo.

- 1981: Municipalidad de Tigre.

- 1982: Otoño de San Fernando.

- 1982: Municipalidad Vicente López.

- 1983: Municipal de Tigre.

- 1983: Municipalidad de Gral. San Martín.

- 1984: Otoño San Fernando.

- 1984: 1º Salón Nacional Homenaje a “José Hernández”.

- 1985: Félix Amador de Vicente López.

- 1985: 1º Salón Intermunicipal de Gral. San Martín.

- 1986: Municipal de San Martín.

- 1987: Municipalidad de 3 de febrero.

- 1988: Municipalidad de San Martín.

- 1988: 1º Salón Pintura Argentina Club de las Bellas Artes Cap. Fed.

- 1989: 1º Salón Anual de Art. Plásticas 50º Aniversario de Vicente López.

- 1989: Salón Pequeño Formato –SAPI-.

- 1990: Salón Pequeño Formato Municipal de 3 de febrero.

- 1990: Otoño Municipal de Gral. San Martín.

- 1990: Salón Intermunicipal Región Metropolitana de la Provincia de Bs.As.

- 1990: Pequeño Formato –SAPI.

- 1990: XII Salón de Pintura “Fernán F. De Amador” Luján.

- 1990: Salón Pequeño Formato “Museo Municipal de Luján”.

- 1990: Otoño Municipalidad de San Martín.

- 1991: Salón 50º Aniversario Gente de Arte de Avellaneda.

- 1991: 1º Jornadas de Artes Plásticas en Galería Personal Sup. de SEGBA y Óleo y Mármol -Cap. Fed.

- 1991: Pequeño Formato –SAPI-.

- 1992: Salón Otoño –Municipal de Gral. San Martín.

- 1992: Pequeño Formato –SAPI-.

- 1992: Salón Nac. Primavera Biblioteca Bernardino Rivadavia, -Villa Ballester-.

- 1994: Gran Salón Trilogía.

- 1994: Salón de Pintura Centro Universitario de Villa Ballester.

- 1994: Pequeño Formato Salón SAPI y municipalidad de Tres de Febrero.

- 1995: Salón Otoño –SAPI-.

- 1996: Salón Otoño –SAPI-.

- 1996: Salón Nacional Primavera. Biblioteca Bernardino Rivadavia.

- 1997: Salón Otoño –SAPI y Fundación Banco Caseros.

- 1998: Bienal Pequeño Formato en la Biblioteca “Roberto Clemente” –J. L. Suárez- San Martín.

- 1998: Encuentra Arte. Cap. Fed.

- 1998: Salón Nacional de Pintura –Municipalidad de Caseros-.

- 1998: Salón Nacional Primavera Biblioteca Bernardino Rivadavia.

- 1998: Pintura Abstracta en Encuentra Arte.

- 1999: Nacional de Pintura -Caseros, Bs.As.

- 2000: Nacional de Pintura –Caseros, Bs.As.

- 2000: Nacional Biblioteca Bernardino Rivadavia.

- 2001: Salón Nacional de SAPI y municipalidad de Caseros -Pequeño formato.

- 2002: Nacional de Pintura – Municipalidad de 3 de febrero.

- 2002: Salón Homenaje a José Martí – Cap. Fed.

## Premios Obtenidos
- 1982: Mención Especial pintura. Salón Otoño San Fernando.

- 1984: 1º Premio Dibujo. Salón Nac. José Hernández, San Martín.

- 1987: Diploma de Honor. Paseo de las Artes. –Caseros-.

- 1988: Primer Premio Salón Municipal Gral. San Martín.

- 1988: Diploma de Honor. Paseo de las Artes. Caseros.

- 1991: Mención 50º Aniversario Gente de Arte de Avellaneda.

- 1991: Mención Diario “La Palabra”. San Martín.

- 1992: 3º Premio. Pintura Salón Municipal Gral. San Martín.

- 1992: 1º Mención Pintura Salón Nacional Primavera Biblioteca Bernardino Rivadavia –Villa Ballester.

- 1992: 2º Mención Dibujo Salón Nacional Primavera Biblioteca Bernardino Rivadavia –Villa Ballester.

- 1992: mención de Honor. Salón Pequeño Formato SAPI.- Dibujo.

- 1994: 3º Premio. Dibujo. Salón Nacional Primavera Biblioteca Bernardino Riavadavia –Villa Ballester.

- 1994: 2º Premio. Dibujo Salón Pequeño Formato SAPI.

- 1996: 2º Premio. Pintura. Salón Nacional Primavera Biblioteca Bernardino Rivadavia –Villa Ballester.

- 1998: 1º Premio. Dibujo en Primera Bienal de Pequeño Formato Biblioteca “Roberto Clemente”. –J.L. Suarez – Bs.As.

- 1998: 2º Premio. Dibujo. Salón Nacional Primavera Biblioteca Bernardino Rivadavia.

- 2000: 1º Mención. Dibujo Salón Nacional Biblioteca Bernardino Rivadavia–Villa Ballester.

- 2001: 1° Premio Salón Nacional, Peq. Formato, SAPI y municipalidad de Tres de Febrero. Dibujo.

- 2002: Certificado de Honor – Museo de Artes Plásticas de Gral. San Martín.

- 2002: 2.º Premio - Salón Homenaje a José Martí (dibujo).

## Sus obras figuran en
- Colecciones particulares del país.
- Zaragoza (España).
- Roma (Italia).
- Australia.

- Datos: Q6278467